# مقاطعة جونز (آيوا)
مقاطعة جونز (بالإنجليزية: Jones County)‏ هي إحدى مقاطعات ولاية آيوا في الولايات المتحدة الأمريكية.

## معرض صور

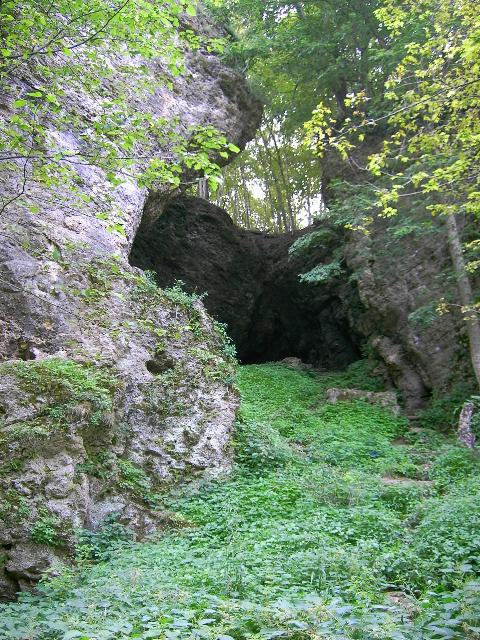
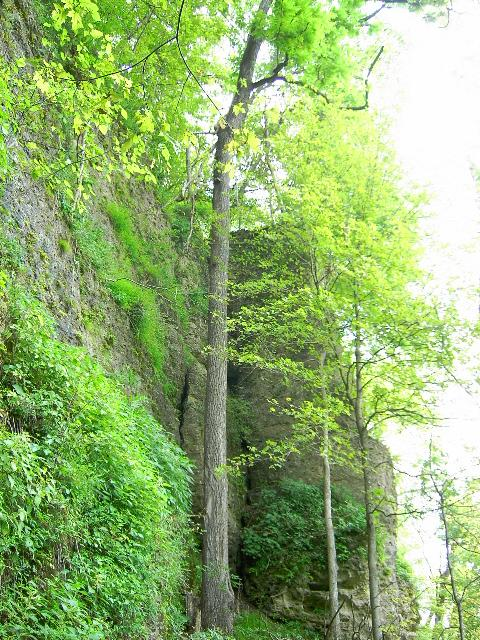
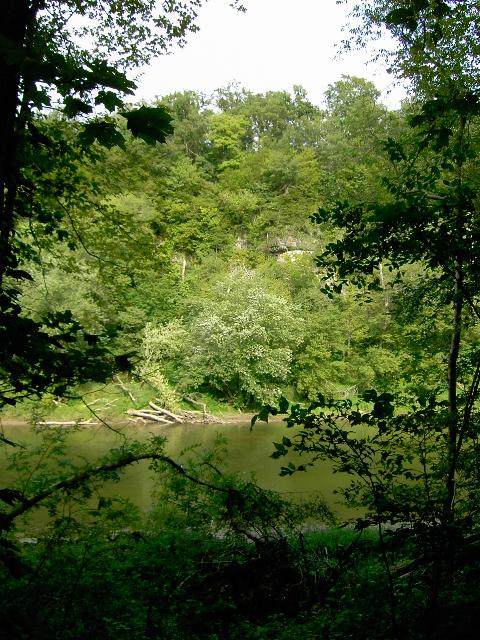
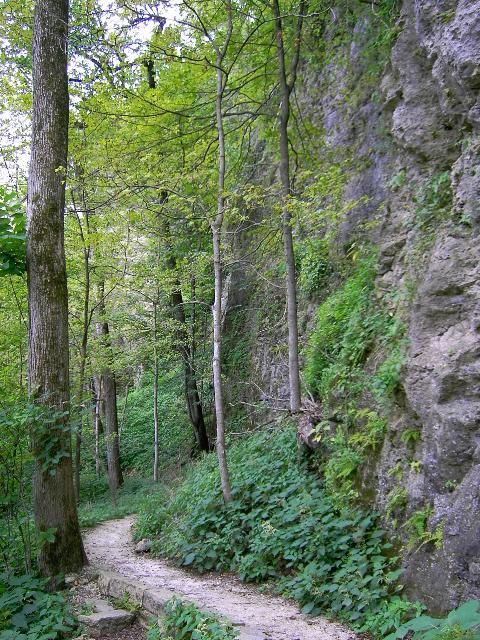